# China Northwest Airlines
China Northwest Airlines foi uma companhia aérea chinesa com sede em Xianxim. Iniciou suas operações em 1989. Em 2002, a companhia aérea, juntamente com a China Yunnan Airlines, fundiu-se com a China Eastern Airlines.

## História
Quando a CAAC se dividiu em seis grandes empresas aéreas, a China Northwest era uma delas. A companhia aérea foi baseada em Xianxim. Operou principalmente rotas domésticas, mas também alguns voos internacionais para o Japão. Após a aquisição, a companhia aérea foi renomeada para China Eastern Xi Bei.

## Frota

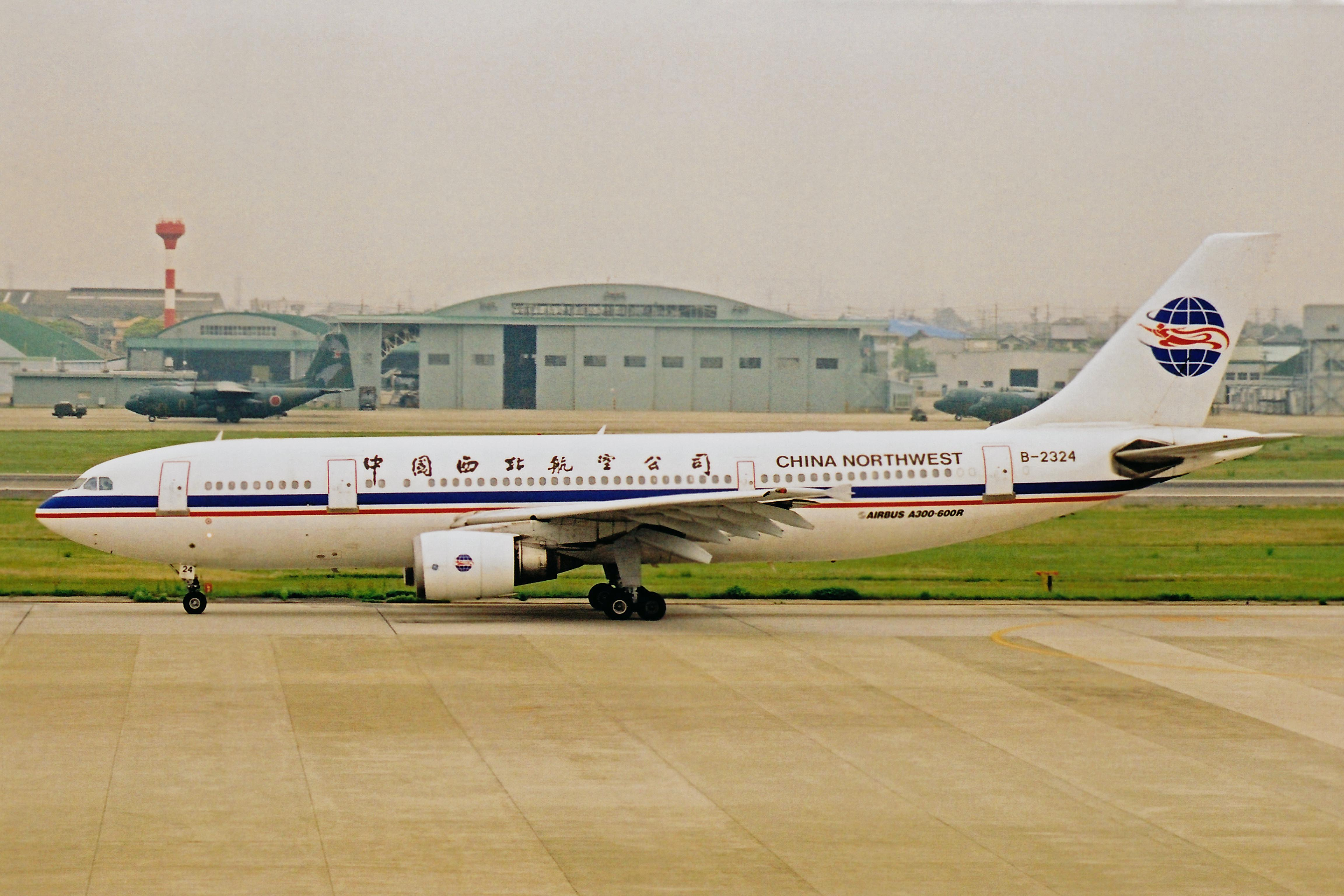
Um Airbus A300-600 da China Northwest Airlines

A frota da China Northwest Airlines consistia nas seguintes aeronaves:
| Aeronave              | Em Serviço | Ordens | Passageiros | Notas |
| --------------------- | ---------- | ------ | ----------- | ----- |
| Airbus A300-600R      | 5          | –      | TBA         |       |
| Airbus A310-200       | 3          | –      | TBA         |       |
| Airbus A320-200       | 15         | –      | 158         |       |
| British Aerospace 146 | 11         | –      | 82-112      |       |
| Total                 | 34         | 0      |             |       |

## Acidentes
- 23 de julho de 1993: um British Aerospace 146-300 prefixo B-2716, operando o voo 2119, caiu ao tentar decolar no aeroporto de Yinchuan Hedong, Ninxiá, matando 54 passageiros e 1 tripulante a bordo.
- 6 de junho de 1994: um Tupolev Tu-154M prefixo B-2610, operando o voo 2303, caiu após se desintegrar no ar enquanto voava entre Xian e Cantão, matando todas as 160 pessoas a bordo. Este continua a ser o acidente de aviação mais mortal a ocorrer na China continental.